# Shani Bloch
Shani Bloch, coneguda també com a Shani Bloch-Davidov (hebreu: שני בלוך) (6 de març de 1979) és una ciclista israeliana actualment a l'equip Team Virtu Cycling.
El 2016, amb 37 anys, va participar en els Jocs Olímpics de Rio després d'haver estat deu anys sense competir. Va ser el primer ciclista israelià en competir en uns Jocs Olímpics des de les Olimpíades de 1960.

## Palmarès
- 2002
  -  Campiona d'Israel en ruta
- 2006
  -  Campiona d'Israel en contrarellotge
- 2016
  - 1r a la Massada Arad
- 2017
  -  Campiona d'Israel en contrarellotge